# Yielden Castle

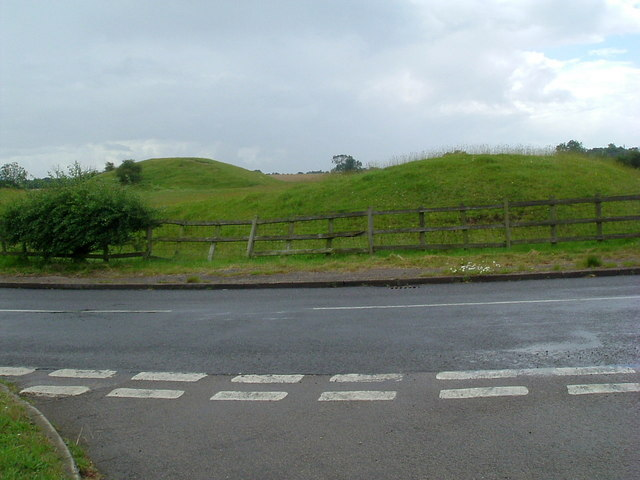
Erdwerke von Yielden Castle

Yielden Castle ist eine abgegangene Burg in der Gemeinde Yielden im englischen Verwaltungsbezirk Borough of Bedford. Von der Burg aus dem 12. Jahrhundert sind heute nur noch Erdwerke erhalten.

## Details
Yielden Castle findet sich in Dokumenten auch als Yeldon Castle, Yelden Castle, Giuelden Castle oder Yielding Castle. Es handelte sich um eine Motte mit zwei Burghöfen. Erstmals wurde Yielden Castle 1173 urkundlich erwähnt. Der Familie Trailly diente es bis ins 13. Jahrhundert als Festung. 1360 wird es bereits als verfallen beschrieben.
In den Jahren 1881 und 1882 wurden Ausgrabungen auf dem Gelände durchgeführt. Damals fand man eine steinerne Kurtine aus dem 13. Jahrhundert. Heute ist von der Burg nur wenig mehr als Erdwerke eines Mounds erhalten sowie einige weitere Überreste. Yielden Castle ist ein Scheduled Monument.